# کرایمباخ-کاولباخ
کرایمباخ-کاولباخ (به آلمانی: Kreimbach-Kaulbach) یک شهر در آلمان است که در Kusel واقع شده‌است. کرایمباخ-کاولباخ ۹۱۶ نفر جمعیت دارد.